# Mabel Walker
Mabel Walker, född 1902, död 1987, var en bahamiansk rösträttsaktivist och fackföreningsaktivist. 
Hon är känd för sitt engagemang i rösträttskampanjen på Bahamas, och grundade 1958 dess rösträttsförening tillsammans med Mary Ingraham, Georgianna Symonette och Eugenia Lockhart.